# 现代佛学
《现代佛学》是中華人民共和國一本已經停刊的佛教刊物，也是中華人民共和國第一个全国性佛教刊物，社址位于北京西安门大街的居士林。1950年9月由北京佛教界创刊发行。最初为月刊，后改为双月刊。1953年6月，中国佛教协会成立後《现代佛学》成为該协会的机关刊物。1964年第6期后停刊，該刊物共刊行144期。社长与发行人为陈铭枢，总编辑为芝峰法师。巨赞、李济深、赵朴初、叶恭绰、周叔迦、喜饶嘉错等人參與編輯。